# Sakkárský královský seznam
Sakkárský královský seznam je označení užívané v egyptologii pro jeden z původních dochovaných soupisů jmen staroegyptských panovníků. Je zapsán na papyru nalezeném v roce 1861 v soukromé hrobce kněze a úředníka Tjuneroy(e).
| T · w | n · Z2 | r · Z1 | i | i |Titulatura:

Královský písař, správce staveb monumentů syn vezíra Paser(a)I. bratra Pasera II. (vicekrále Nubie)

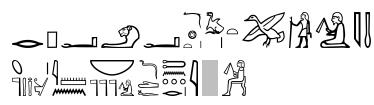
Dědičný princ a hrabě Paser(I.), jeho uctívaný syn velekněz boha Amona, Nebneteru, zvaného Tjuneroy

Hrobka Tjuneroy(e) byla v sousedství hrobky bratra Pasera II. Torzo seznamu králů bylo nalezeno v nadzemního části původní kaple.
v Sakkáře z doby vlády Ramesse II., dnes uloženém v muzeu v Káhiře.
Z počtu 58 jmen v kartuších, který seznam původně obsahoval, je jich 47 zachováno tak, že mohou být přečtena. Tak jako ostatní královské seznamy je i sakkárský soupis výběrový, na rozdíl od ostatních však není prvním zmiňovaným králem Meni, ale šestý panovník 1. dynastie Adžib. Po panovnících 12. dynastie (je mezi nimi uvedena i vládnoucí královna Sebeknofru), kteří jsou ovšem vyjmenováni v opačném pořadí než v jakém vládli, teprve následují dva králové 11. dynastie a poté stejně jako v Abydoském královském seznamu neúplný výčet králů 18. dynastie. V závěru jsou už správně uvedeni první dva panovníci 19. dynastie, seznam končí jejich nástupcem Ramessem II., v jehož době papyrus vznikl.

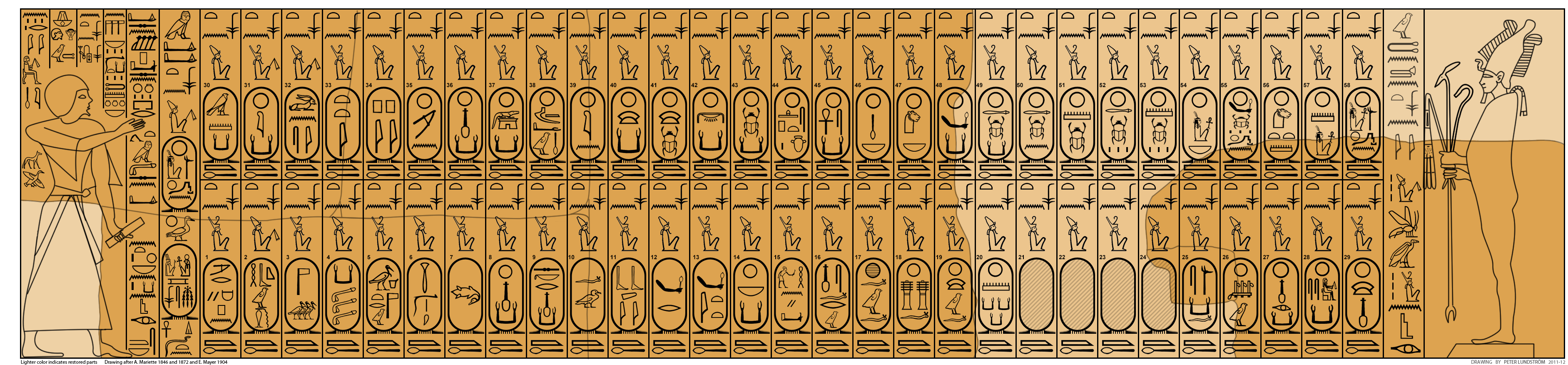
Nákres Sakkárského seznamu z roku 1904.

Ve druhém sloupci (zleva) je jeho titulatura:.Král obnou zemí User Maat Ra, setep en Ra (rodné jméno) Ramessu mery Amun|                   |     |     |    |           |
| \| \| \| \| \| \| |     |     |    |           |
|                   |     |     |    |           |
| N5                | F12 | C10 | N5 | U21 · N35 |

| N5 | F12 | C10 | N5 | U21 · N35 |

|                      |    |     |     |     |     |
| \| \| \| \| \| \| \| |    |     |     |     |     |
|                      |    |     |     |     |     |
| C12                  | C2 | N36 | M23 | S29 | F31 |

| C12 | C2 | N36 | M23 | S29 | F31 |

|                   |     |     |    |           |
| \| \| \| \| \| \| |     |     |    |           |
|                   |     |     |    |           |
| N5                | F12 | C10 | N5 | U21 · N35 |

| N5 | F12 | C10 | N5 | U21 · N35 |

|                      |    |     |     |     |     |
| \| \| \| \| \| \| \| |    |     |     |     |     |
|                      |    |     |     |     |     |
| C12                  | C2 | N36 | M23 | S29 | F31 |

| C12 | C2 | N36 | M23 | S29 | F31 |

## Další královské seznamy
- Abydoský královský seznam
- Karnacký královský seznam
- Palermská deska
- Turínský královský papyrus